# First Division (Malta) 1936/37
Die First Division 1936/37 war die 26. Spielzeit in der Geschichte der höchsten maltesischen Fußballliga. Meister wurde zum zwölften Mal der FC Floriana.

## Vereine
Im Vergleich zur Vorsaison nahm der FC St. George’s nach einem Jahr Pause wieder teil.

## Modus
Die Saison wurde mit Hin- und Rückspielen ausgetragen. Für einen Sieg gab es zwei Punkte, für ein Unentschieden einen und für eine Niederlage keinen Punkt. Bei Punktgleichheit wurde um die Meisterschaft ein Entscheidungsspiel ausgetragen.

## Abschlusstabelle
| Pl. | Verein                  | Sp. | S | U | N | Tore    | Quote | Punkte |
| --- | ----------------------- | --- | - | - | - | ------- | ----- | ------ |
| 1.  | FC Floriana             | 6   | 3 | 2 | 1 | 010:600 | 1,67  | 08:40  |
| 2.  | Hibernians Paola        | 6   | 2 | 2 | 2 | 005:600 | 0,83  | 06:60  |
| 3.  | Sliema Wanderers (M, P) | 6   | 1 | 3 | 2 | 007:500 | 1,40  | 05:70  |
| 4.  | FC St. George’s (N)     | 6   | 2 | 1 | 3 | 005:100 | 0,50  | 05:70  |

Platzierungskriterien: 1. Punkte – 2. Torquotient
| Zum Saisonende 1936/37:                                                                      |                                           |
| Maltesischer Meister 1936/37: FC Floriana Maltesischer Pokalsieger 1936/37: Sliema Wanderers |                                           |
|                                                                                              |                                           |
| Zum Saisonende 1935/36:                                                                      |                                           |
| (M)                                                                                          | Amtierender Meister: Sliema Wanderers     |
| (P)                                                                                          | Amtierender Pokalsieger: Sliema Wanderers |
| (N)                                                                                          | Neuaufsteiger: FC St. George’s            |

## Kreuztabelle
| 1936/37          | FC Floriana | HIB | Sliema Wanderers | FC St. George’s |
| ---------------- | ----------- | --- | ---------------- | --------------- |
| FC Floriana      |             | 2:1 | 1:1              | 3:1             |
| Hibernians Paola | 2:2         |     | 0:0              | 0:2             |
| Sliema Wanderers | 0:2         | 0:1 |                  | 1:1             |
| FC St. George’s  | 1:0         | 0:1 | 0:5              |                 |